# Товста (Сумський район)
То́вста — село в Україні, у Миколаївській селищній громаді Сумського району Сумської області. Населення становить 918 осіб. До 2016 орган місцевого самоврядування — Товстянська сільська рада.

## Географія
Село розташовано у північно-західній частині Сумського району, за 56 км від Білопілля та за 30 км від залізничної станції Вири Південної залізниці. Рельєф села це яри.
Селом протікає струмок, що пересихає, з загатою.

## Історія
- Село Товста з часу свого заснування в останній четверті XVIII століття до кінця XVIII століття в документах того періоду проходить під назвою Товстий Луг.
- Село постраждало внаслідок геноциду українського народу, проведеного урядом СССР 1923—1933 роках померло не менше 6 людей, та 1946–1947 роках[1].
- 12 червня 2020 року, відповідно до розпорядження Кабінету Міністрів України № 723-р «Про визначення адміністративних центрів та затвердження територій територіальних громад Сумської області», село увійшло до складу Миколаївської селищної громади[2].
- 19 липня 2020 року, в результаті адміністративно-територіальної реформи та ліквідації Білопільського району, село увійшло до складу новоутвореного Сумського району[3].

## Відомі люди
- Буйвалo Григорій Володимирович — український військовик, учасник російсько-української війни[4].
- Буйвало Олександр Миколайович (1986—2014) — старший сержант Збройних сил України, учасник російсько-української війни.
- Саєнко Микола Іванович (1954—2005)  — художник-скульптор, портретист. Виріс і похований у селі Товста.

## Економіка
Фермерські господарства

## Соціальна сфера
- Школа.
- Будинок культури.